# Горохова, Мария Алексеевна
Мари́я Алексе́евна Горо́хова (1903, Санкт-Петербург — 1991, Санкт-Петербург) — советская художница-живописец, график, художник росписи по ткани, педагог.

## Биография
В 1910-х получила начальное художественное образование в Художественно-ремесленных мастерских при ОПХ. С 1920 по 1927 занималась в мастерских при Обществе поощрения художеств (ОПХ), где обучалась скульптуре у В. В. Лишева, живописи у М. И. Авилова и А. А. Рылова, а также у В. Н. Федоровича. После преобразования мастерских в Художественно-промышленный техникум окончила графический факультет у В. Н. Левитского. Получила звание художника-техника книжного искусства и графики. Примерно в это же время посещала вечернюю студию рисования Центрального Дома работников искусств, входила в круг учеников К. С. Малевича, К. И. Рождественского, В. М. Ермолаевой, Л. А. Юдина, ставшего её мужем. С конца 1920-х и по 1967 работала преподавателем изобразительного искусства в различных детских художественных школах. 1937—1941, 1946—1952 — в Ленинградском Дворце пионеров и в Институте повышения квалификации учителей руководителем кружка отдела изобразительных искусств, заведующей отделом и сектором изоискусства. 1952—1967 — преподавала в Доме пионеров и школьников Калининского района. Одновременно с С. Д. Левиным совершала методические поездки с группой учеников по стране. 1967 — начала заниматься творчеством, заявила о себе как о самостоятельном художнике. Изучая дневники покойного мужа, вникала в теорию авангарда, размышляла о проблемах пластического языка. В 2004 состоялась выставка М. Гороховой в музее «Царскосельская коллекция».

## Семья
- Муж — Лев Александрович Юдин (1903—1941), художник-живописец, график-силуэтист, деятель русского авангарда.
  - Сын — Александр Львович Юдин, доктор биологических наук, научный сотрудник в Институте цитологии РАН[1].